# مولان‌آباد (سقز)
مولان‌آباد(به کردی: مەولاناوا، Mewlanawa) روستایی از توابع بخش زیویه در شهرستان سقز است که در استان کردستان ایران قرار دارد.

## جمعیت
این روستا در دهستان خورخوره واقع شده و براساس سرشماری سال ۱۳۸۵، جمعیت آن ۶۱۱ نفر (۱۲۴ خانوار) بوده‌است.